# Abraham žrtvuje Izaka
Abraham žrtvuje Izaka je slika hrvatskoga baroknoga slikara Federika Benkovića iz 1715. godine, koja se nalazi u Strossmayerovoj galeriji starih majstora.
Ova slika pokazuje Abrahama s nožem u ruci podignutim, da ubije svoga sina Izaka u trenutku, kada Anđeo intervenira, prema priči iz Biblije. Izak je sin obećanja, sin kojeg su Abraham i Sara dobili kao ispunjenje Božjeg obećanja potomstva, iako su oboje bili u poodmakloj dobi. Njegovo žrtvovanje bila je temeljna kušnja Abrahamove vjere. Abraham je bio toliko vjeran Bogu, da je bio spreman žrtvovati i svoga sina jedinca, kada je Bog to zatražio, ali radilo se samo o kušnji.
Federiko Benković bio je dvorski slikar princa Franza Lothara von Schönborna biskupa iz Bamberga, za koga je trebao napraviti četiri velika ulja na platnu, koja su trebala dopuniti njegovu galeriju u dvorcu Pommersfeldern: Apolon odire Marsiju (ovo djelo je nestalo), Hagara i Ismael u pustinji, Žrtva Ifigenie i Abraham žrtvuje Izaka.
Na ovim slikama vidi se virtuoznost Benkovićeva kista, koji se koristio i znanjima svojih kolega Piazzette i Sebastiana Riccia, i njihovim načinom slikanja širokim i grubim (često nedovršenim) potezima kistom, kod oslikavanja pozadina i manje važnih detalja slike. Na taj način uz njegovu vještu paletu tamnih i svijetlih tonova, njegova djela imala su dodatnu dramatičnost. 
Strossmayerova galerija starih majstora kupila je sliku na londonskoj aukciji 1936. godine. Istraživanja na slici potvrdila su, da je slika original.